# Mumble
Mumble — вільний, крос-платформовий VoIP додаток з відкритим кодом, розроблений для геймерів, схожий на такі програми, як Teamspeak та Ventrilo. Включає особливу технологію, яка дозволяє зробити звучання голосів інших гравців залежно від їх конкретного місця розташування в грі.

## Вимоги
- Навушники або динаміки
- Мікрофон
- Програма-клієнт
- Локальна мережа або вихід в інтернет (залежно від місця розташування сервера)

## Переваги
- Вільне крос-платформове програмне забезпечення.
- Позиціювання звуку (якщо, наприклад, гравець знаходиться праворуч від вас і говорить, то звук теж буде чутний справа. Якщо гравець далеко від вас, звук буде приглушений) (Вимагає ігровий плагін — доступно не для всіх ігор) .
- Вбудований, що настроюється Overlay (в Teamspeak є плагін, в Ventrilo з'явився у версії 3.0). Підтримує Direct3D 10 з версії 1.2.0.
- Вбудована робота з геймерської клавіатурою Logitech G15.
- Шифрує весь трафік через SSL (ні Teamspeak, ні Ventrilo на це не здатні).

## Недоліки
- Досить складне налаштування.

## Шифрування
У користувача є можливість додатково провести багаторівневе шифрування і повну анонімізації всього VoIP трафіку (голосу, відео, службової інформації і т.д.) за допомогою мережі I2P, програму-маршрутизатор для роботи з якою можна встановити на ПК, смартфон, нетбук, ноутбук і т.д. Ця мережа представляє з себе повністю децентралізоване, анонімне середовище передачі даних, де кожен пакет даних піддається чотирирівневому шифруванню з використанням різних алгоритмів шифрування з максимальними розмірами ключа. Мережа I2P використовує тунельну передачу даних, де вхідний і вихідний трафік йдуть через різні тунелі, кожен з яких зашифрований різними ключами, при цьому тунелі періодично перебудовуються зі зміною ключів шифрування. Все це призводить до неможливості прослухати і проаналізувати проходячий потік третьою стороною. При цьому на потокові передачі тунелювання і шифрування не позначається, тому що використовується спеціально створена для потокових служб бібліотека, тому дані приходять строго в заданому порядку, без втрат і дубльовань.

## Інструменти Mumble
- Qt
- Speex[en]
- Klocwork[en]
- ZeroC[en]